# 觉华鸟属
觉华鸟属（学名：Juehuaornis）是今鸟型类下已灭绝的一属，生活在中国早白垩世时期，该属包含一模式种：张氏觉华鸟（Juehuaornis zhangi）。

## 发现
张氏觉华鸟的正模标本SJG 00001发现于辽宁省凌源市九佛堂组，年代为阿普第期。标本保存完整，大部分骨骼处于关联状态，骨架周围还保留有羽毛痕迹。副模标本SJG 00001A保存在对开的石板的另一半上。

## 特征
觉华鸟是一种中等体型大小的原始今鸟型鸟类，前后肢接近等长，吻部长度超过整个头骨长度的70%，前颌骨的前端尖而下钩，向前超出下颌前端，并长出下颌，下颌齿骨前端较直，仅上颌骨和下颌齿骨具有牙齿。

## 命名
2015年，王任飞等人命名了该属，属名取自于辽宁省葫芦岛市觉华岛，种名则是为了赠誉觉华岛“史迹宫”博物馆馆长张大勇先生。

## 分类
2015年，觉华鸟属被归为今鸟型类下的一属。 2016年，有学者提出，觉华鸟可能与同一地层中发现的长嘴鸟（Changzuiornis）和丁氏鸟（Dingavis）同属。